# RISING RECORDS
RISING RECORDS（ライジング・レコーズ）は、日本の芸能事務所・ライジングプロダクションの所属アーティスト用のインディーズレーベルである。2007年設置。販売元はavex。第1弾作品は八反安未果のアルバム『忘れないわ』。製品番号は商品形態を問わずXNRR-*****。

## 所属アーティスト
- プラチナボーイズ

## かつて所属していたアーティスト
- 前田秀幸
- FUNGO - 2010年2月1日解散
- 八反安未果（ヴィジョンファクトリー傘下であるぱれっとに所属していた）
- SORA×Se.N
- LiKE - 2020年春に1stシングルのリリースが予定されており、RISING RECORDSの公式YouTubeチャンネルにて「#followme」、「Say Love You」のMVが先駆けて公開されていた。2021年7月に活動休止。

## カタログ
| 品番    | 形態           | アーティスト     | タイトル                                       | 発売日                  |
| ------- | -------------- | ---------------- | ---------------------------------------------- | ----------------------- |
| 10001   | CDアルバム     | 八反安未果       | 忘れないわ                                     | 2007年11月28日          |
| 10002~3 | CDアルバム     | 八反安未果       | 忘れないわ（XNRR-10001＋カラオケヴァージョン） | 2007年11月28日          |
| 10004   | カセットテープ | 八反安未果       | 忘れないわ                                     | 2007年11月28日          |
| 10005~6 | カセットテープ | 八反安未果       | 忘れないわ（XNRR-10004＋カラオケヴァージョン） | 2007年11月28日          |
| 10007   | CDシングル     | 前田秀幸         | BIRTHDAY                                       | 2007年12月5日           |
| 10008   | CDシングル     | FUNGO            | 好きなうた                                     | 2008年3月19日 →発売中止 |
| 10009   | CDアルバム     | 八反安未果       | 南国の夜                                       | 2009年7月8日            |
| 10010/B | CDシングル     | SORA×Se.N        | 1秒でも…                                       | 2011年9月28日           |
| 10011   | CDシングル     | SORA×Se.N        | 1秒でも…                                       | 2011年9月28日           |
| 10012/B | CDシングル     | プラチナボーイズ | 君へ届け（初回盤DVD F/全員）                   | 2019年10月30日          |
| 10013/B | CDシングル     | プラチナボーイズ | 君へ届け（初回盤DVD E/和田光太郎）             | 2019年10月30日          |
| 10014/B | CDシングル     | プラチナボーイズ | 君へ届け（初回盤DVD A/小川拓哉）               | 2019年10月30日          |
| 10015/B | CDシングル     | プラチナボーイズ | 君へ届け（初回盤DVD B/小池成）                 | 2019年10月30日          |
| 10016/B | CDシングル     | プラチナボーイズ | 君へ届け（初回盤DVD C/長田光平）               | 2019年10月30日          |
| 10017/B | CDシングル     | プラチナボーイズ | 君へ届け（初回盤DVD D/牧田一成）               | 2019年10月30日          |
| 10018/B | CDシングル     | プラチナボーイズ | 君へ届け（初回盤Blu-ray L/全員）               | 2019年10月30日          |
| 10019/B | CDシングル     | プラチナボーイズ | 君へ届け（初回盤Blu-ray K/和田光太郎）         | 2019年10月30日          |
| 10020/B | CDシングル     | プラチナボーイズ | 君へ届け（初回盤Blu-ray G/小川拓哉）           | 2019年10月30日          |
| 10021/B | CDシングル     | プラチナボーイズ | 君へ届け（初回盤Blu-ray H/小池成）             | 2019年10月30日          |
| 10022/B | CDシングル     | プラチナボーイズ | 君へ届け（初回盤Blu-ray I/長田光平）           | 2019年10月30日          |
| 10023/B | CDシングル     | プラチナボーイズ | 君へ届け（初回盤Blu-ray J/牧田一成）           | 2019年10月30日          |